# Alfredo Riascos Labarcés
Alfredo Riascos Labarcés (Ciénaga (Magdalena), 15 de octubre de 1924-Miami (FL) 20 de agosto de 1996) fue un abogado, pensador, político y empresario colombiano.

## Biografía
Riascos, abogado de la Universidad del Rosario, se desempeñó en varios cargos públicos en su región natal, siendo alcalde, gobernador y representante a la cámara. También fue ministro en varias carteras durante el Frente Nacional, como ministro de comunicaciones en el gobierno de Guillermo León Valencia. Fue amigo personal de importantes políticos de su tiempo como Alfonso López Michelsen.
Destacado empresario, fue un defensor de la agricultura y las iniciativas privadas en Colombia en ésta materia. En sus últimos años se desempeñó como conferencista en Miami, donde se radicó hasta su muerte, a donde llegó a principios de los años noventa luego de que fuera secuestrado y liberado por las FARC-EP en 1990.